# 顧潛
顧潛（1461年—1534年），字孔昭，號桴齋，晚號西巖，直隸蘇州府崑山縣人，民籍，治《易經》，明朝政治人物、詩人。

## 生平
弘治二年（1489年）己酉科應天府鄉試第六十名。弘治九年（1496年）丙辰科二甲第三名進士。本年闰三月考选翰林院庶吉士，十一年十月选授山西道监察御史，奉命北直隶山东河南印马，十五年养病。十六年十月病痊至京，复除山东道，十七年五月任北直隶提学御史。忤尚书刘宇，出为马湖府知府，未任罢归。
工诗文，有《静观堂集》十四卷。

## 家族
曾祖顧良，遇例冠帶；祖父顧恂；父顧宜之，義官。母周氏；繼母李氏。元配龚氏生二子：梦圭、梦川；側室刁氏生一子梦穀。